# Rivière Rouge (vattendrag i Kanada, Québec, lat 45,29, long -74,17)
Rivière Rouge är ett vattendrag i Kanada.   Det ligger i provinsen Québec, i den sydöstra delen av landet, 120 km öster om huvudstaden Ottawa.
Runt Rivière Rouge är det tätbefolkat, med 511 invånare per kvadratkilometer.